# Narol-Wieś
Narol-Wieś est une localité polonaise de la gmina de Narol, située dans le powiat de Lubaczów en voïvodie des Basses-Carpates.
En 2021, la localité compte 462 habitants.